# Anatolij Czinilin
Anatolij Iwanowicz Czinilin (ros. Анато́лий Ива́нович Чини́лин) (ur. 21 sierpnia 1913 w Iżesławlu, zm. 1984 w Moskwie) – radziecki siatkarz, trener, sędzia. Jeden z najlepszych radzieckich siatkarzy lat 30. i 40. Jeden z założycieli Szkolnego Związku Siatkówki w ZSRR. Zasłużony Mistrz Sportu ZSRR (1944), Zasłużony Trener (1975).

## Życiorys
Anatolij Czinilin karierę sportową rozpoczął w Moskwie doskonaląc swoje umiejętności na boisku do siatkówki w Parku Gorkiego. Grał w moskiewskich zespołach Medyku i Spartaku. Z drużyną Moskwy czterokrotnie zdobywał mistrzostwo ZSRR (1933, 1934, 1935, 1936), a także zdobył srebrny (1939) oraz brązowy (1938) medal tej imprezy.
Podczas II wojny światowej walczył na froncie. W 1943 roku podczas walk pod Połtawą został poważnie ranny, w wyniku czego stracił rękę. Przyznano mu odznaczenia wojskowe oraz medale.
W latach 1950–1952 był trenerem reprezentacji ZSRR, z którą zdobył mistrzostwo świata (1952) oraz dwukrotnie mistrzostwo Europy (1950, 1951).
W latach 1946–1979 był sędzią siatkarskim (od 1955 roku międzynarodowym). Sędziował w zawodach m.in. mistrzostwach ZSRR (1956–1971), mistrzostwach świata (1956–1962), igrzyskach olimpijskich (1964, 1968). Podczas igrzysk olimpijskich 1980 w Moskwie był dyrektorem turnieju olimpijskiego piłki siatkowej. Przez ponad 20 lat pracował w Komisji Kultury Fizycznej i Sportu w Departamencie Gier Sportowych w Moskwie. Autor książki pt. „Piłka nożna” (1951).
Anatolij Czinilin zmarł w 1984 roku w Moskwie, gdzie został również pochowany. W latach 1987–1990 Radziecka Federacja Piłki Siatkowej turniej siatkówki kobiet poświęciła pamięci Czinilina.

## Największe sukcesy

### Zawodnicze
- Mistrzostwa ZSRR:
  -  1933, 1934, 1935, 1936 (z Moskwą)
  -  1939 (z Moskwą)
  -  1938 (z Moskwą)

### Trenerskie
- Mistrzostwa Świata:
  -  1952 (z ZSRR)
- Mistrzostwa Europy:
  -  1950, 1951 (z ZSRR)

## Odznaczenia
Anatolij Czinilin za swoje dokonania został odznaczony trzema orderami: Orderem Czerwonego Sztandaru Pracy, Orderem Czerwonej Gwiazdy oraz Orderem „Znaku Honoru”.